# リカルド・ロペス・フェリペ
リカルド (Ricardo) ことリカルド・ロペス・フェリペ（Ricardo López Felipe, 1971年12月30日 - ）は、スペイン・マドリード出身の元同国代表サッカー選手、現サッカー指導者。現役時代のポジションはGK。

## 選手経歴

### アトレティコ・マドリード
アトレティコ・マドリードの下部組織出身。1997年にトップチームデビューを果たしたが、フランシスコ・モリーナの控えで出番には恵まれなかった。

### バジャドリード
1998年にレアル・バジャドリードに移籍。当初はセサル・サンチェスの控えであった。2000年にセサルがレアル・マドリードへ移籍した際に入れ替わりでレアルからアルバノ・ビサーリが加入しても彼がレギュラーだったが、2001-02シーズンになるとビサーリから定位置を奪い29歳にして初めて正GKとなった。

### マンチェスター・ユナイテッド
2002年8月30日に移籍金150万ユーロでマンチェスター・ユナイテッドFCへ加入し3年契約を締結。デビュー戦はブラックバーン・ローヴァーズFC戦で、PKを止めたのがファーストタッチとなった。しかし、ファビアン・バルテズやティム・ハワードの控えに留まり、出場機会は少なかった。2003-04シーズンはラシン・サンタンデールにレンタル移籍。契約最終年となった2004-05シーズンもハワードとロイ・キャロルに次ぐ第3GKで、シーズン終了後にはエドウィン・ファン・デル・サールが加入し完全に余剰戦力となった。

### オサスナ
2005年7月21日、CAオサスナに完全移籍。移籍後は正GKの座を不動のものとし、2006-07シーズンのUEFAカップでは12試合に出場し、ベスト4進出に貢献した。2011年頃からアンドレス・フェルナンデス・モレノに定位置を奪われるようになり、2012年に引退した。
2013年1月7日、オサスナと契約を結び現役復帰。控えGKであるアシエル・リエスゴが負傷したことによるものであるが、本人もメディアに対し「エイプリルフールかと思った」と驚きを述べた。

### 代表
2001年11月14日のメキシコ戦でスペイン代表デビュー。2002年夏のフェレンツ・プスカシュ謝恩試合にも出場した。2002 FIFAワールドカップではイケル・カシージャスに次ぐ第2GKだったが、出場機会は無かった。

## 指導歴経歴
2013年6月24日、ベルギー1部のクラブ・ブルッヘとゴールキーパーコーチとして契約した。2014年1月28日、クラブ・ブルッヘとの契約を解除した。
2014年7月24日、日本代表ゴールキーパーコーチに就任した。ヴァイッド・ハリルホジッチ監督に体制が変更となってからも続投していたが、契約満了に伴い、2016年7月末日をもって退任。
2017年1月12日、千葉県市川市にあるサッカースクール「アーセナルサッカースクール市川」（現：FC市川GUNNERS）のテクニカル・ディレクターに就任した。
2018年1月2日、ラシン・フェロルの監督に就任した。2019-20シーズンはレアル・バジャドリードのU-19部門で指揮を執っていたが、8月23日にインテル・マイアミCFアカデミーのゴールキーパーコーチに就任することが発表された。
2021年10月21日、セグンダ・ディビシオンRFEFのSDエヘア監督に就任。

## その他
2015年6月12日に横浜国際総合競技場で行われた日本対イラクの親善試合において、イラク代表ヤセル・カシムの実弟（岐阜県在住）が観戦にかけつけたがチケットを持っていなかった。試合開始直前にカシムから相談を受けると自身がチケットを用意。カシムは日本の、相手チームまでサポートするその姿勢に感謝し、イラク協会も見習うべきだとインタビューで発言している。

## 代表歴

### 出場大会
- スペイン代表
  - 2002 FIFAワールドカップ

### 試合数
- 国際Aマッチ 2試合 0得点（2001年-2002年）[13]

| スペイン代表 | 国際Aマッチ | 国際Aマッチ |
| 年           | 出場        | 得点        |
| ------------ | ----------- | ----------- |
| 2001         | 1           | 0           |
| 2002         | 1           | 0           |
| 通算         | 2           | 0           |

## タイトル
アトレティコ・マドリード
- コパ・デル・レイ : 1995-96